# Национальный музей вилла Джулия
Вилла Джулия (итал. Villa Giulia) — бывшая загородная летняя резиденция римских пап (лат. Villa Suburbana). В настоящее время — Национальный музей этрусской цивилизации (итал. Museo Nazionale Etrusco di Villa Giulia), расположенный в залах виллы Джулия и виллы Понятовского в Риме. Принадлежит Министерству культуры, с 2016 года входит в число музеев с особой автономией. Музей расположен в центральной части Рима, примыкает c северо-запада к садам виллы Боргезе и Национальной галерее современного искусства.

## История и архитектура виллы
В 1551 году новый Папа Римский Юлий III призвал своего любимого архитектора Джакомо Бароцци да Виньолу для постройки загородной виллы в районе холма Пинчо, летней папской резиденции (отсюда итальянское название «Вилла Джулия»). Ныне вилла представляет собой лишь малую часть прежней резиденции, ранее образовывавшей комплекс из трёх зданий. План виллы типичен для построек Виньолы и других архитекторов периода итальянского маньеризма. За главным корпусом с порталом оформленным рустованными колоннами и пилястрами в «сельском стиле» расположен парадный двор виллы. Он имеет полуциркульные «крылья-галереи», перекрытые цилиндрическими сводами и центральный портик. В следующем 1552 году Бартоломео Амманати за первым двором соорудил второй с лоджией и нимфеем, стилизованным под нимфеи античных вилл, украшенным античными статуями, кариатидами, двумя гротами по сторонам и мозаикой пола, изображающей тритона (человека-рыбы).
C 1551 по весну 1553 года на строительной площадке работали Джорджо Вазари, Бартоломео Амманати, Джакомо Бароцци да Виньола. Декоративные росписи были поручены Просперо Фонтане, Таддео Цуккаро, Пьетро Венале и большой группе помощников. 27 ноября 1553 года папа подарил виллу своему брату Бальдовино.
По правую сторону от главного корпуса, в окружении живописного парка воссоздан этрусский храм на основе подлинных фрагментов, добытых в ходе раскопок в южной Этрурии.

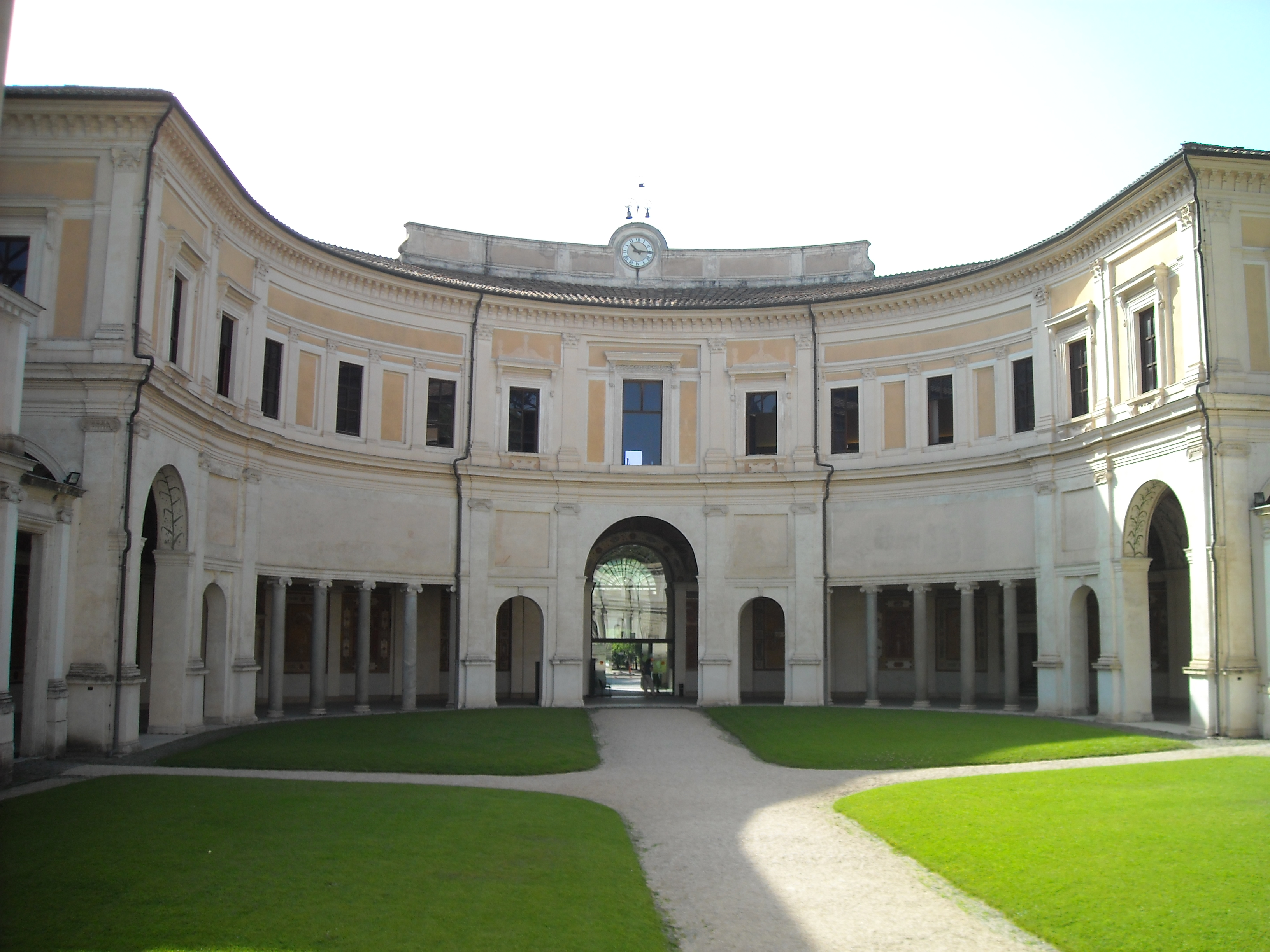
Вилла Джулия. Панорама корте (внутреннего двора)
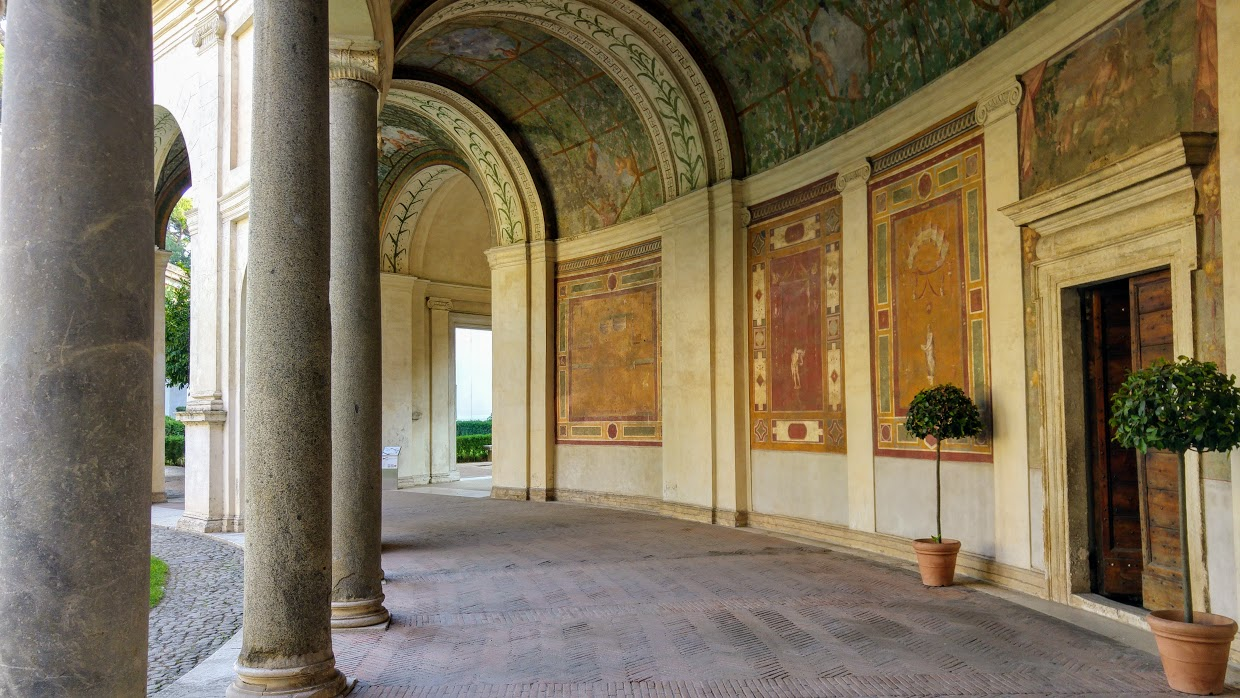
Галерея
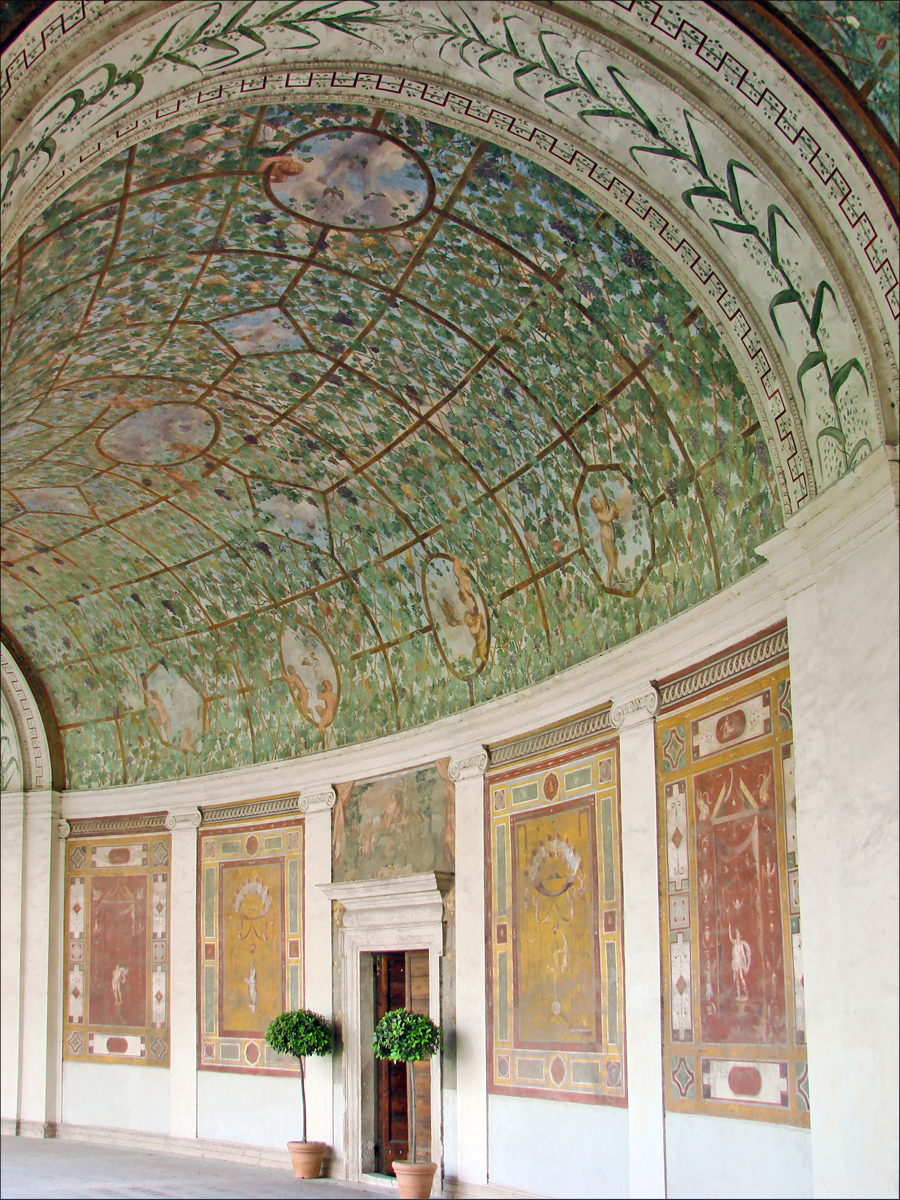
П. Венале. Росписи свода галереи
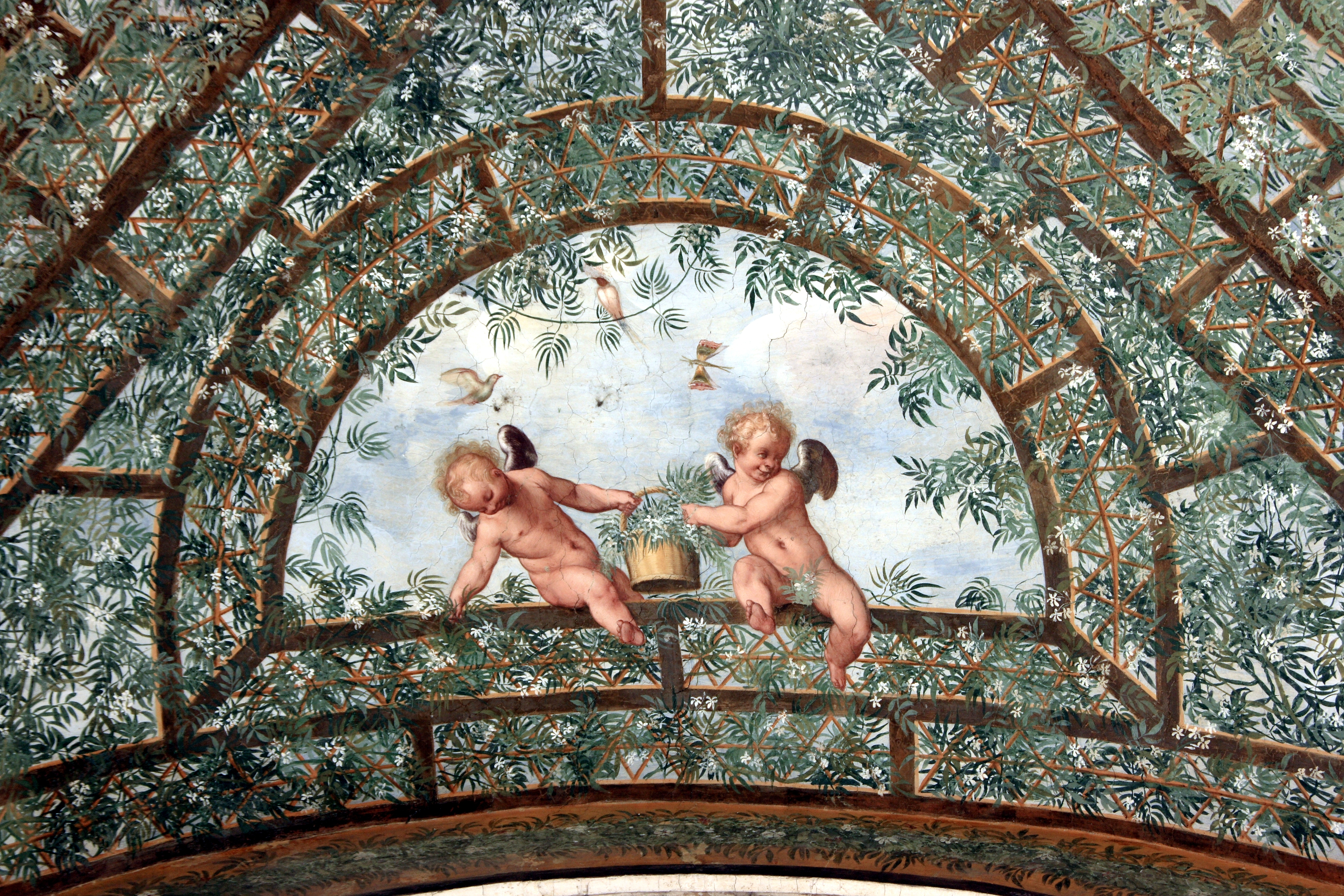
Роспись свода. Деталь
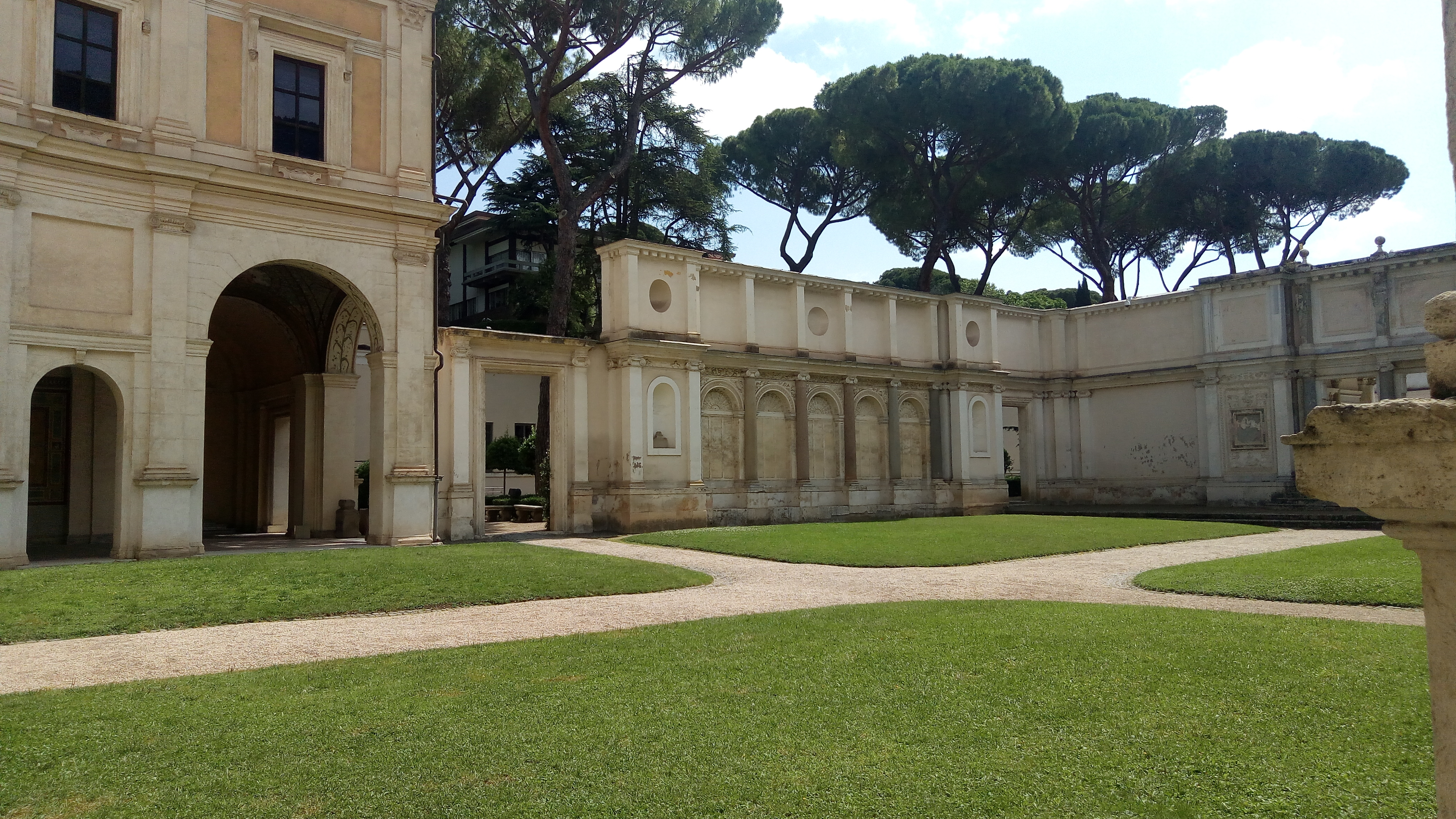
Двор виллы
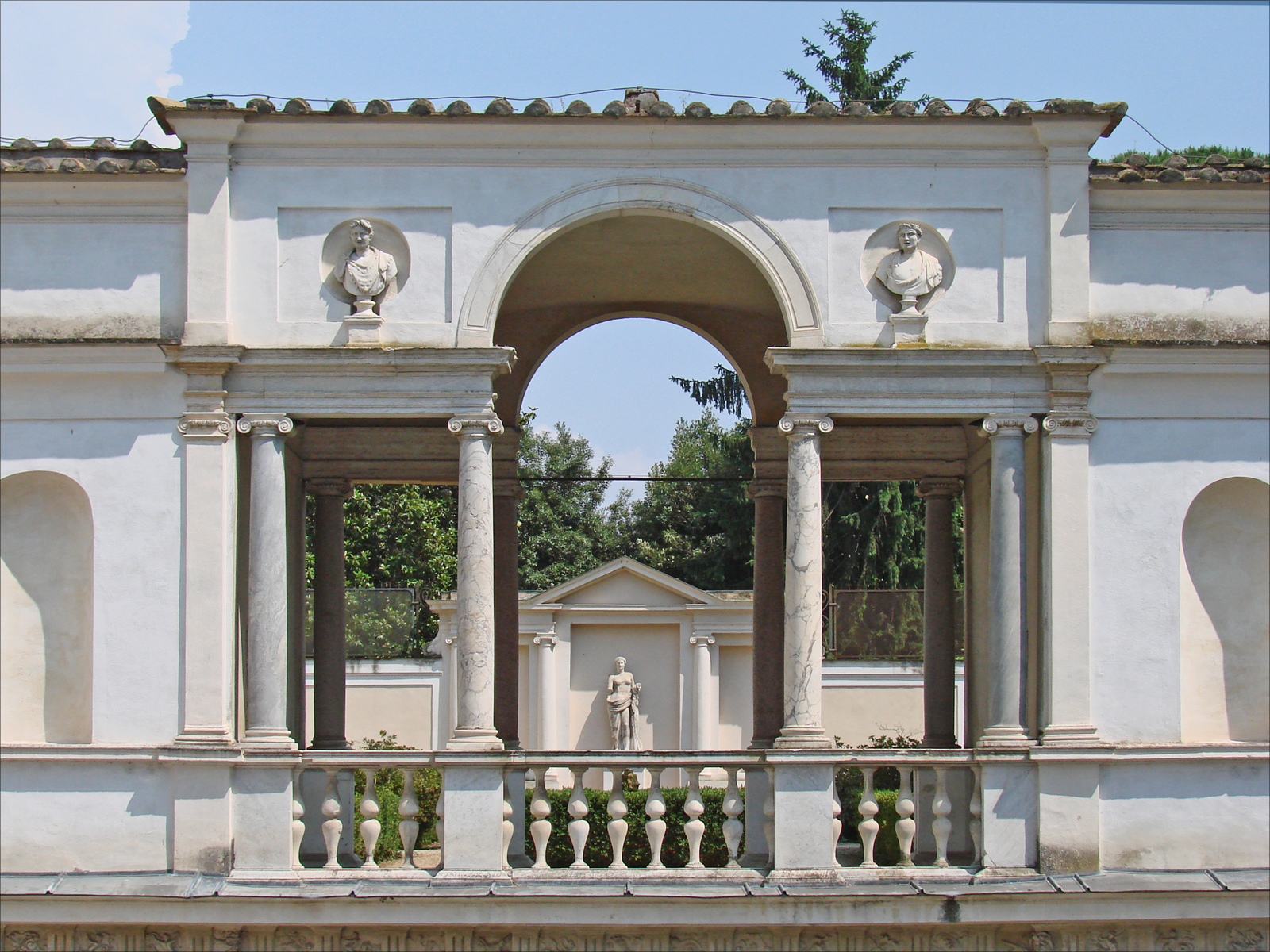
Серлиана второго этажа нимфея
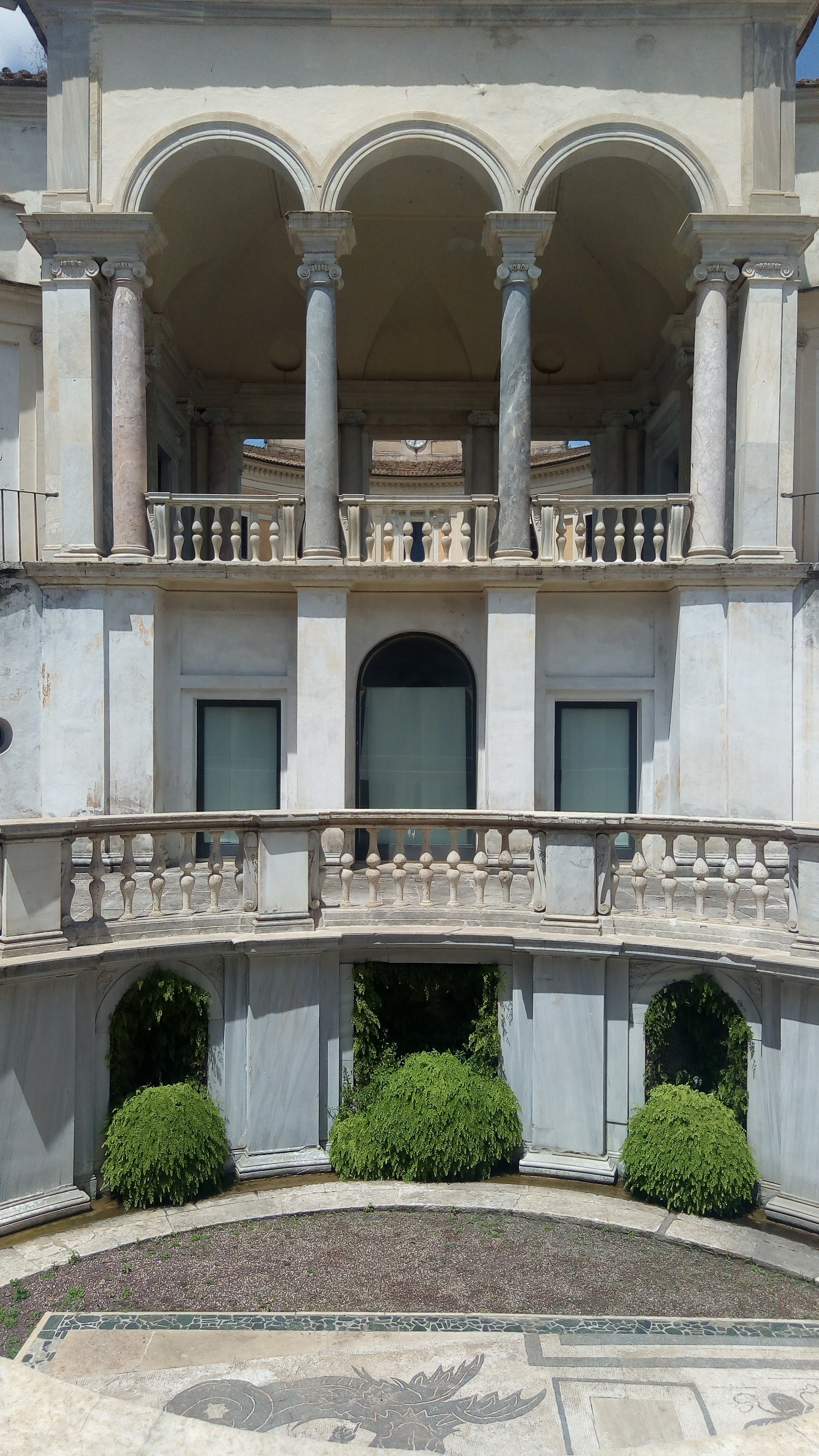
Нимфей
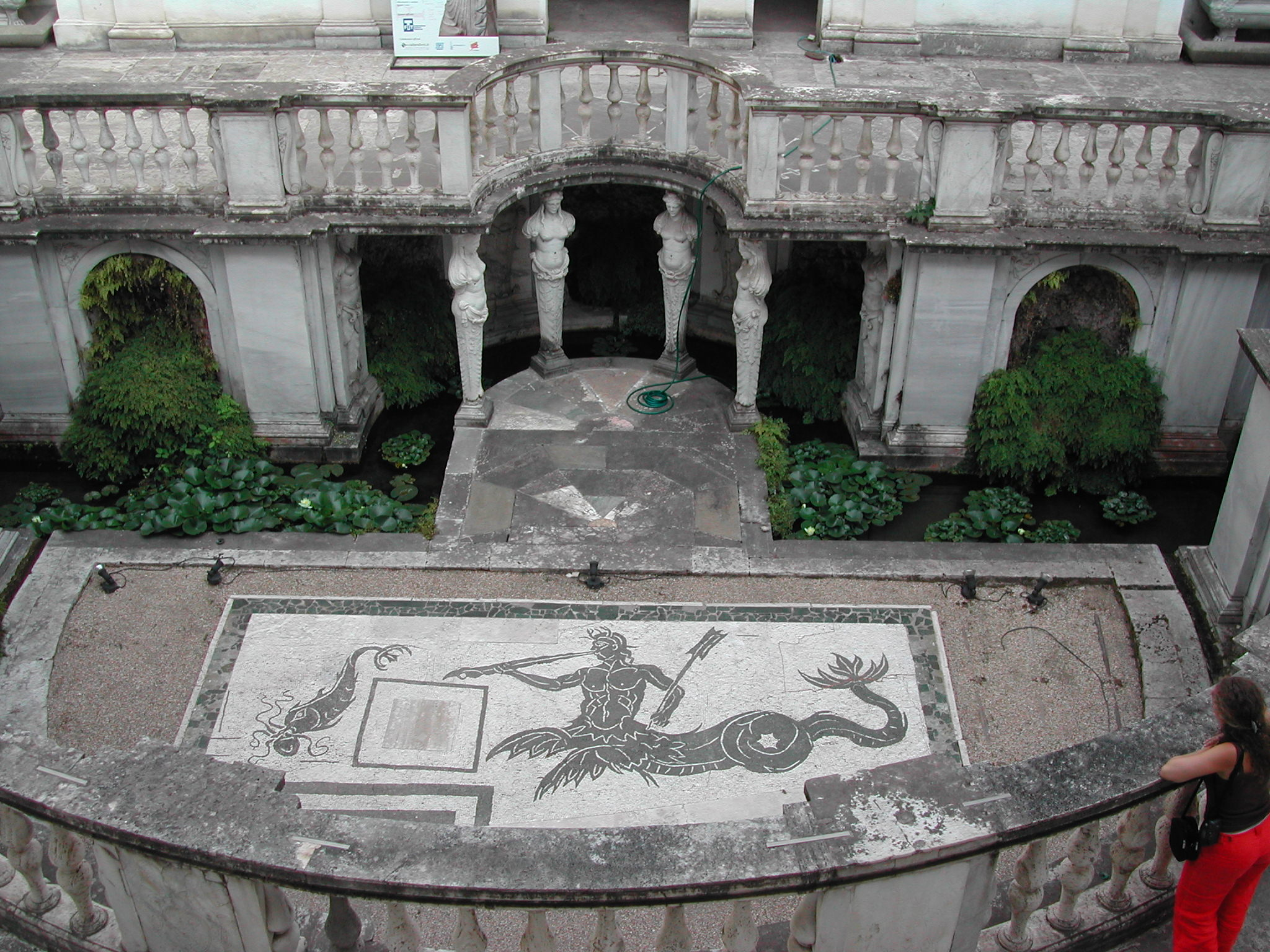
Мозаика нимфея
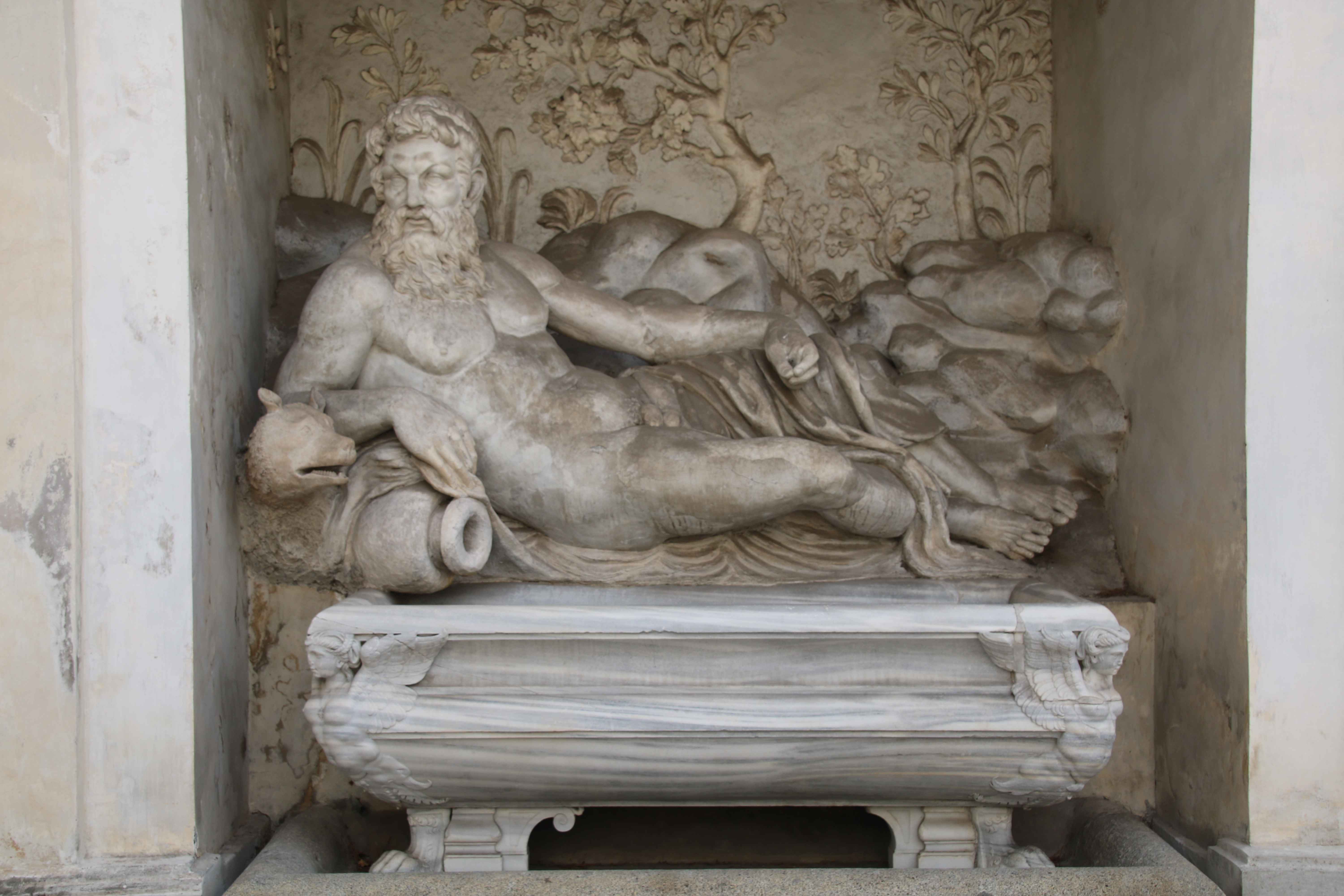
Нимфей. Персонификация Тибра
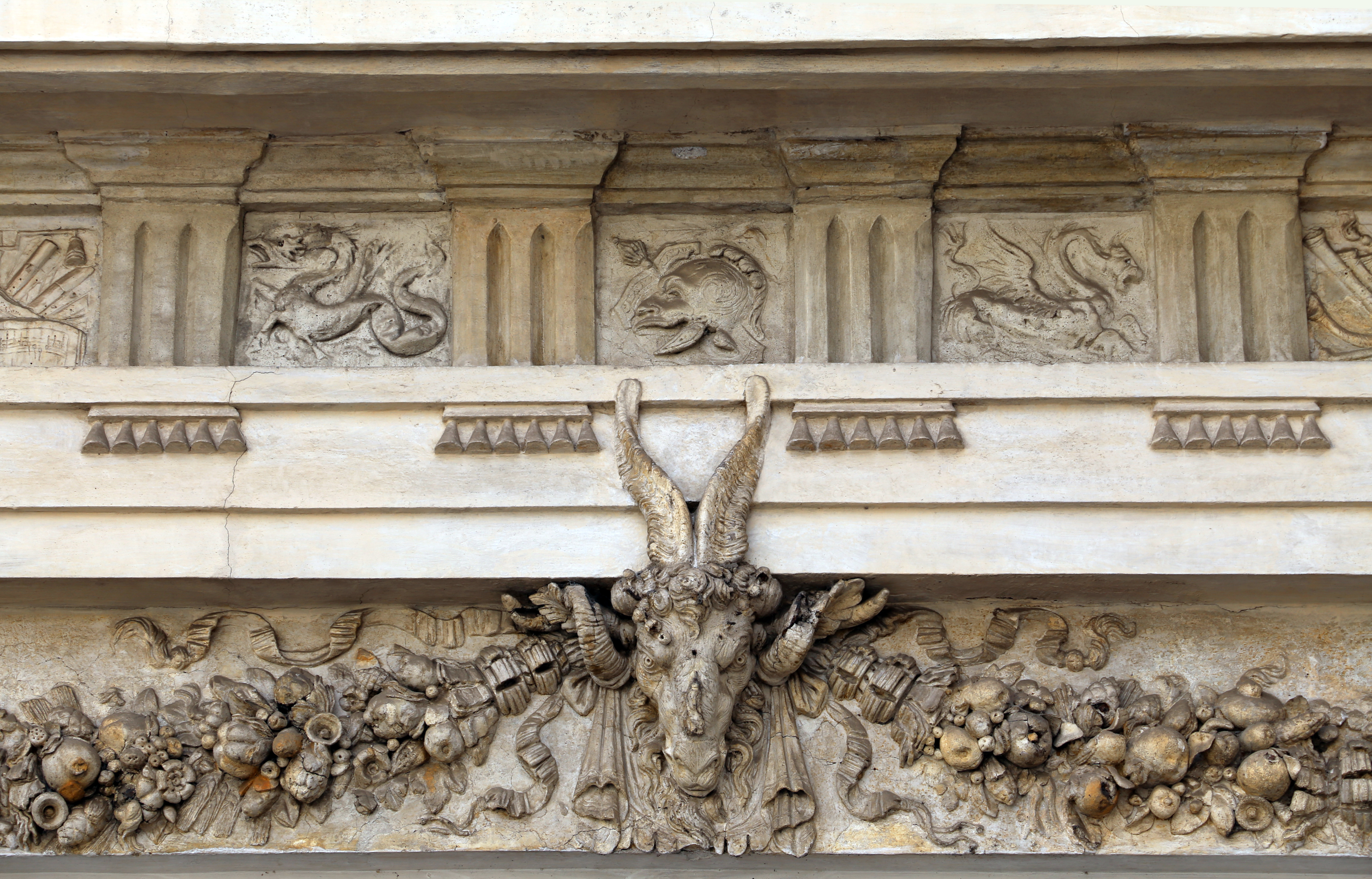
Деталь фриза нимфея
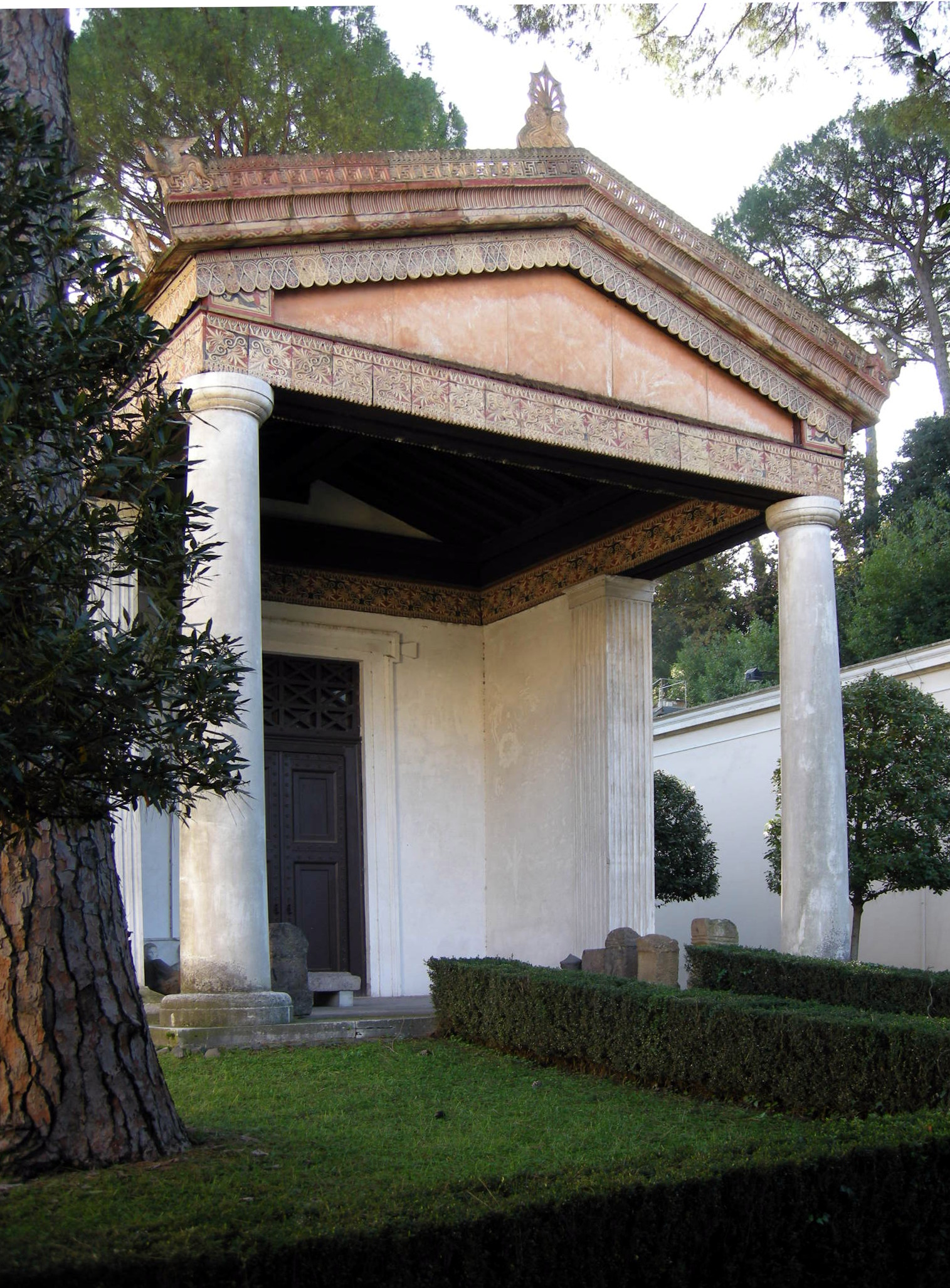
Этрусский храм. Реконструкция
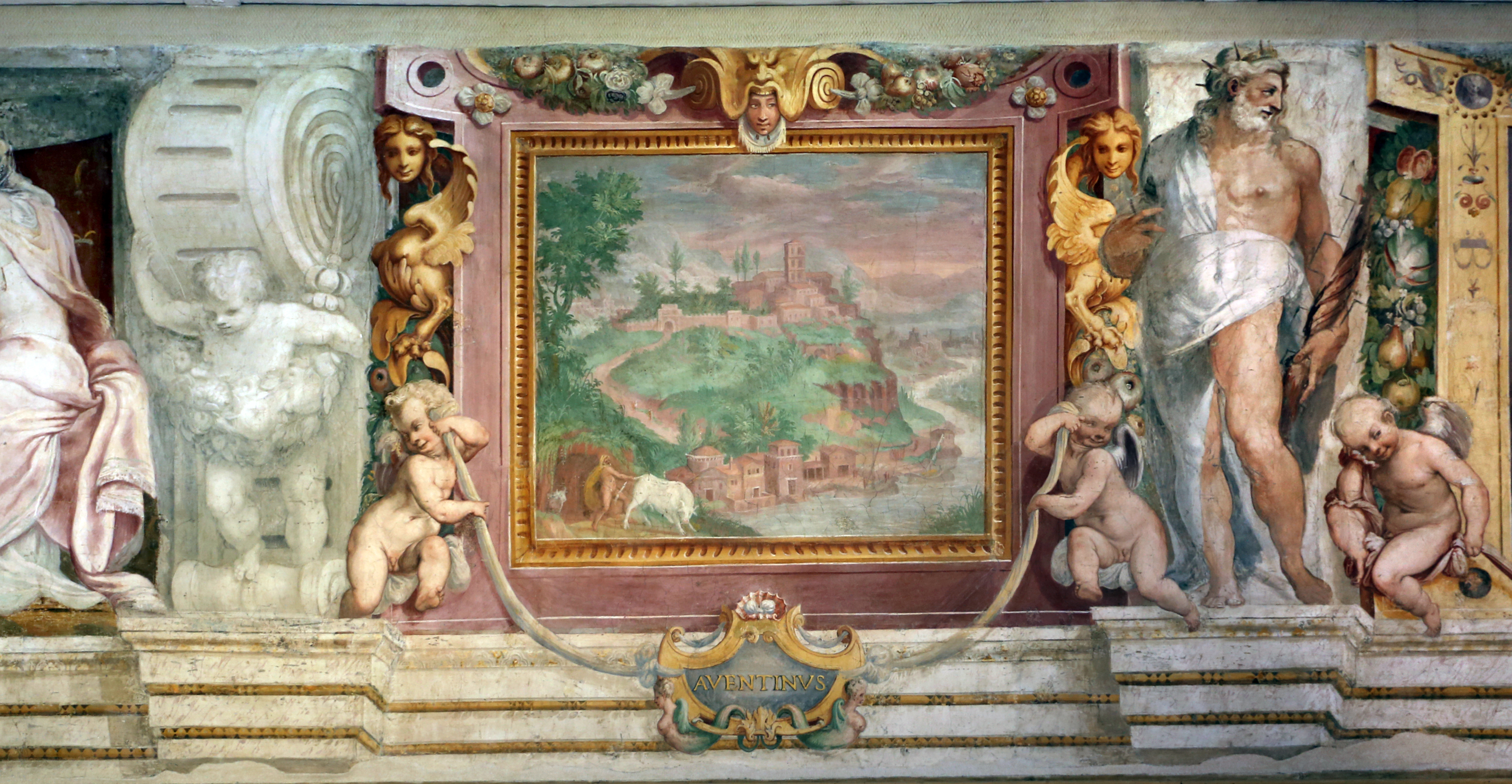
Т. Цуккаро и П. Фонтана. Деталь фресок второго этажа виллы

## Музей
Создание музея связано с программой, установленной итальянским археологом и политиком Феличе Барнабеи в конце 1880-х годов: его идея состояла в том, чтобы установить «археологический профиль» региона Центральной Италии посредством методических раскопок, основанных на топографических исследованиях, а также систематического изучения обнаруженных объектов и их представления публике. Первые артефакты, попавшие в коллекцию будущего музея, происходили из раскопок Чивита-Кастеллана, древней Фалерии, столицы фалисканцев (в 50 километрах к северо-востоку от Рима).
В конце XVIII века начинается систематическое исследование этрусских находок. Изначально вилла Джулия предназначалась только для временного хранения археологических материалов. В 1889 году был создан Национальный римский музей с целью хранения артефактов из Лацио, южной Этрурии и Умбрии, относящихся к этрусскому искусству. Позднее коллекция музея пополнилась некоторыми частными собраниями: Барберини (1908), Кастеллани (1919), Пескиотти (1972).
Музей делится на два раздела: «городской» и «загородный» в зависимости от происхождения археологического материала. Городская часть находится в термах Диоклетиана, а вторая находится на вилле Джулия, коллекции которой пополняются открытиями, сделанными в Лацио (Габи, Колли Альбани, затем Палестрина), Этрурии (Черветери и Вейи), затем в Умбрии (Тоди, Терни). В то время как программа Барнабеи предусматривала представление предметов всех цивилизаций, исторически сменявших друг друга в регионе Лацио, музей со временем сал средоточием исключительно этрусской цивилизации, получив официальное название «Национальный этрусский музей». В 2012 году Национальный этрусский музей виллы Джулия открыл несколько комнат в близлежащих зданиях бывшей виллы Понятовского.
На первом этаже экспонируются предметы из этрусских некрополей — погребальные урны, статуэтки, саркофаги. В залах 1—10 и 23—34 представлены реконструкции моделей этрусских городов, таких как Вульчи, Тоди, Вейи и Черветери, экспонаты из частных коллекций находятся в залах 11—22. В зале 7 представлена скульптура из Вей — терракотовая статуя Аполлона, фрагменты архитектурных деталей храмов. В зале 9 находится знаменитый терракотовый надгробный памятник, известный как терракотовый «Саркофаг супругов» из некрополя Бандитачча в Черветери VI в. до н. э. Он представляет супружескую пару почти в натуральную величину, возлежащую на ложе и пирующую в загробном мире. На втором этаже представлены изделия из бронзы, большая коллекция ваз и ювелирных изделий.

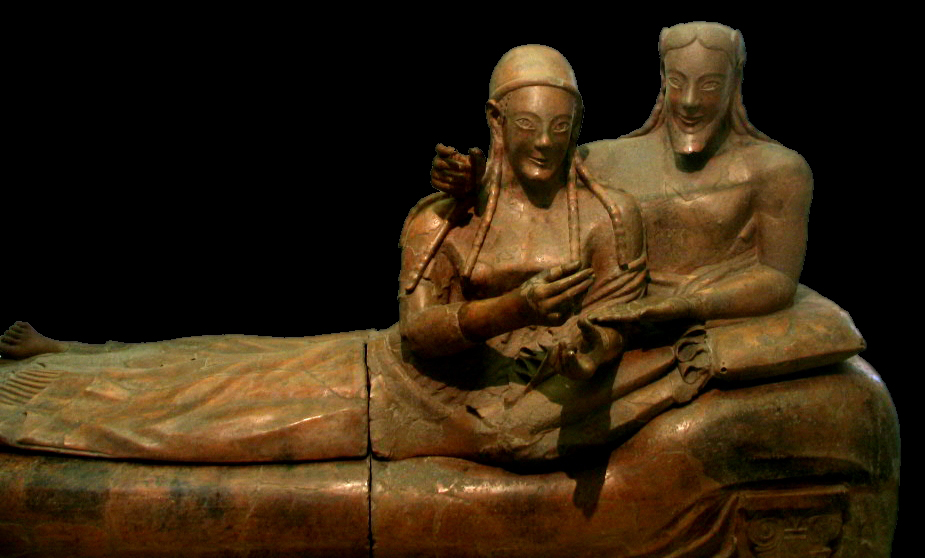
Саркофаг супругов. VI век до н. э. Терракота, роспись
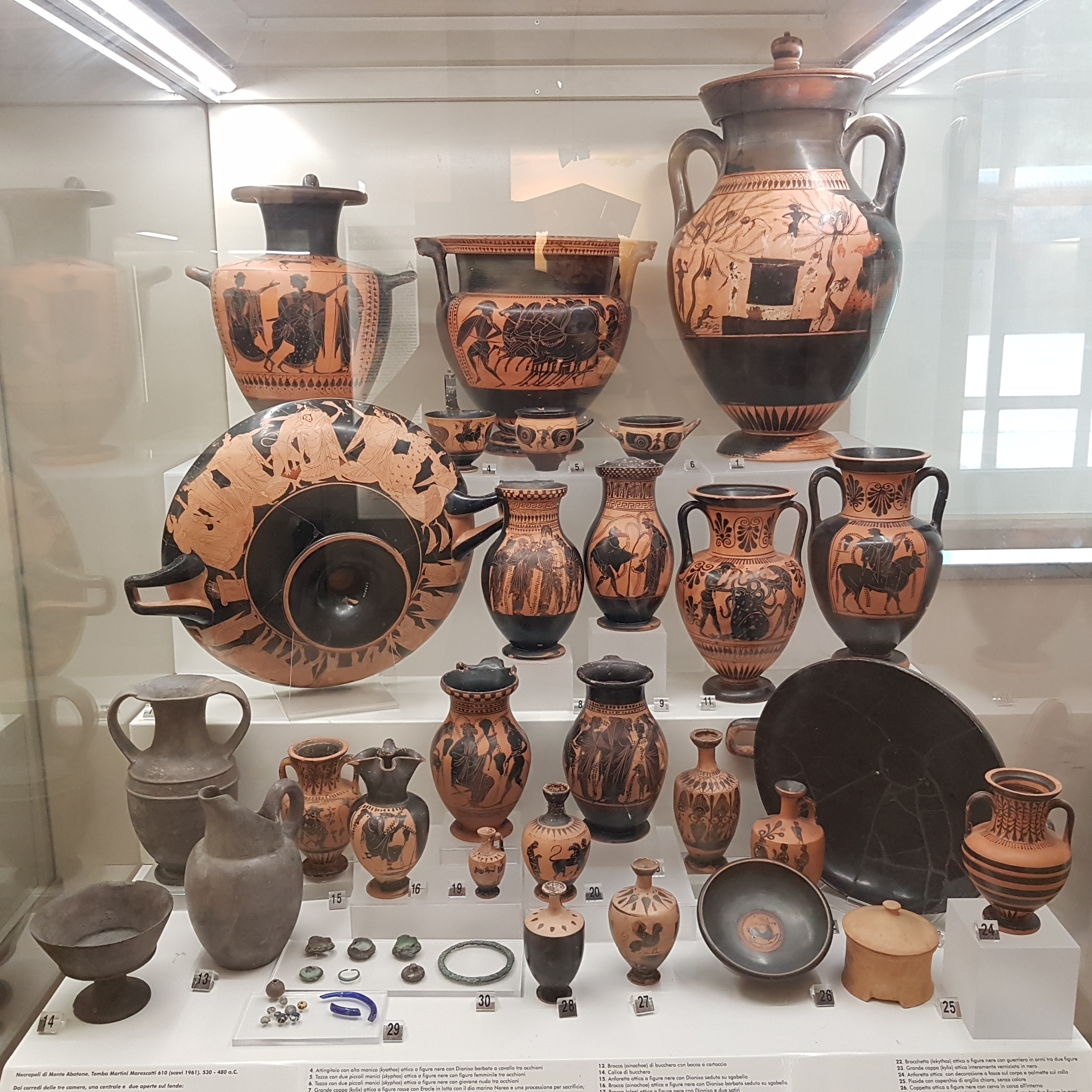
Коллекция расписных ваз
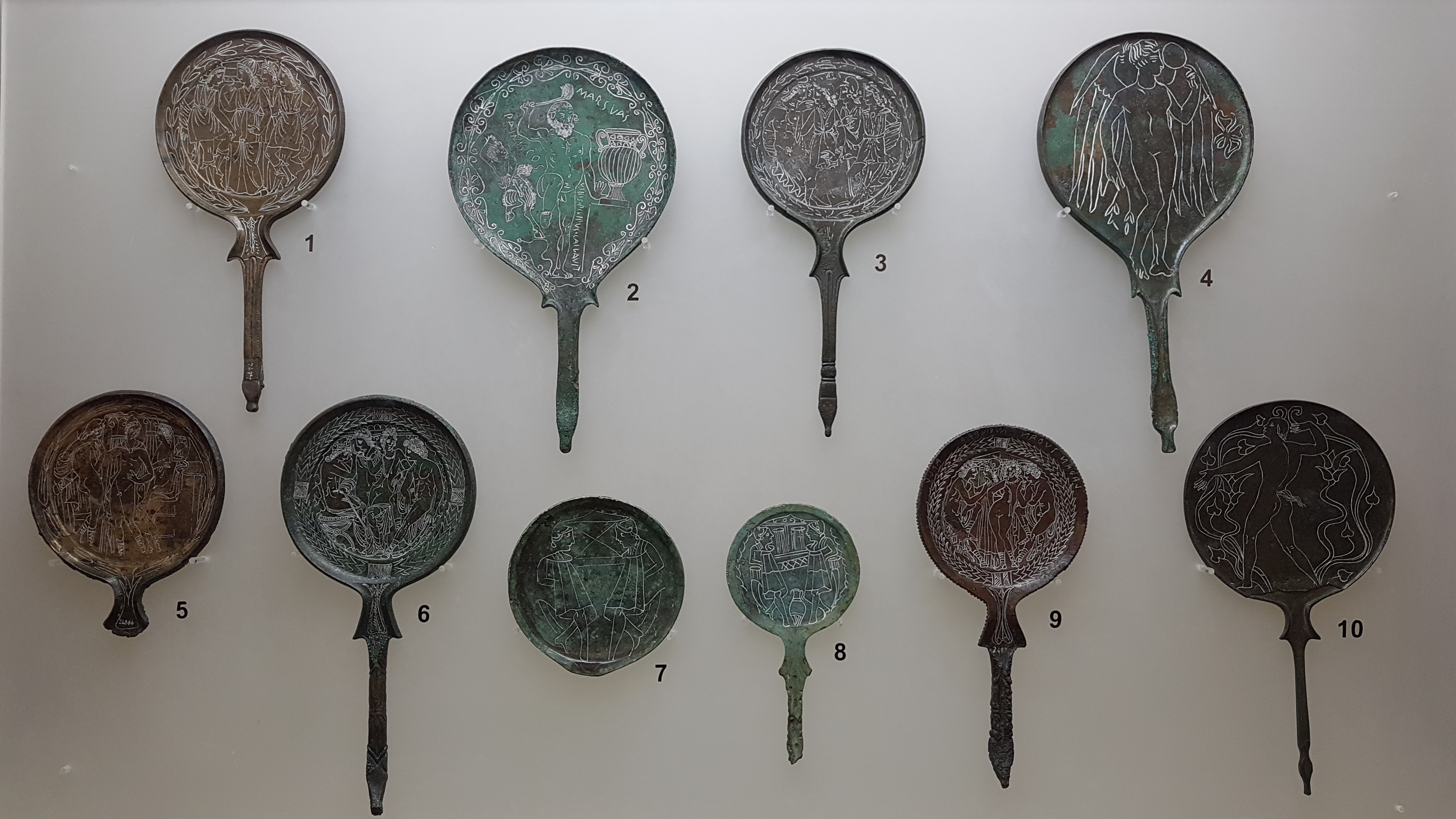
Этрусские зеркала
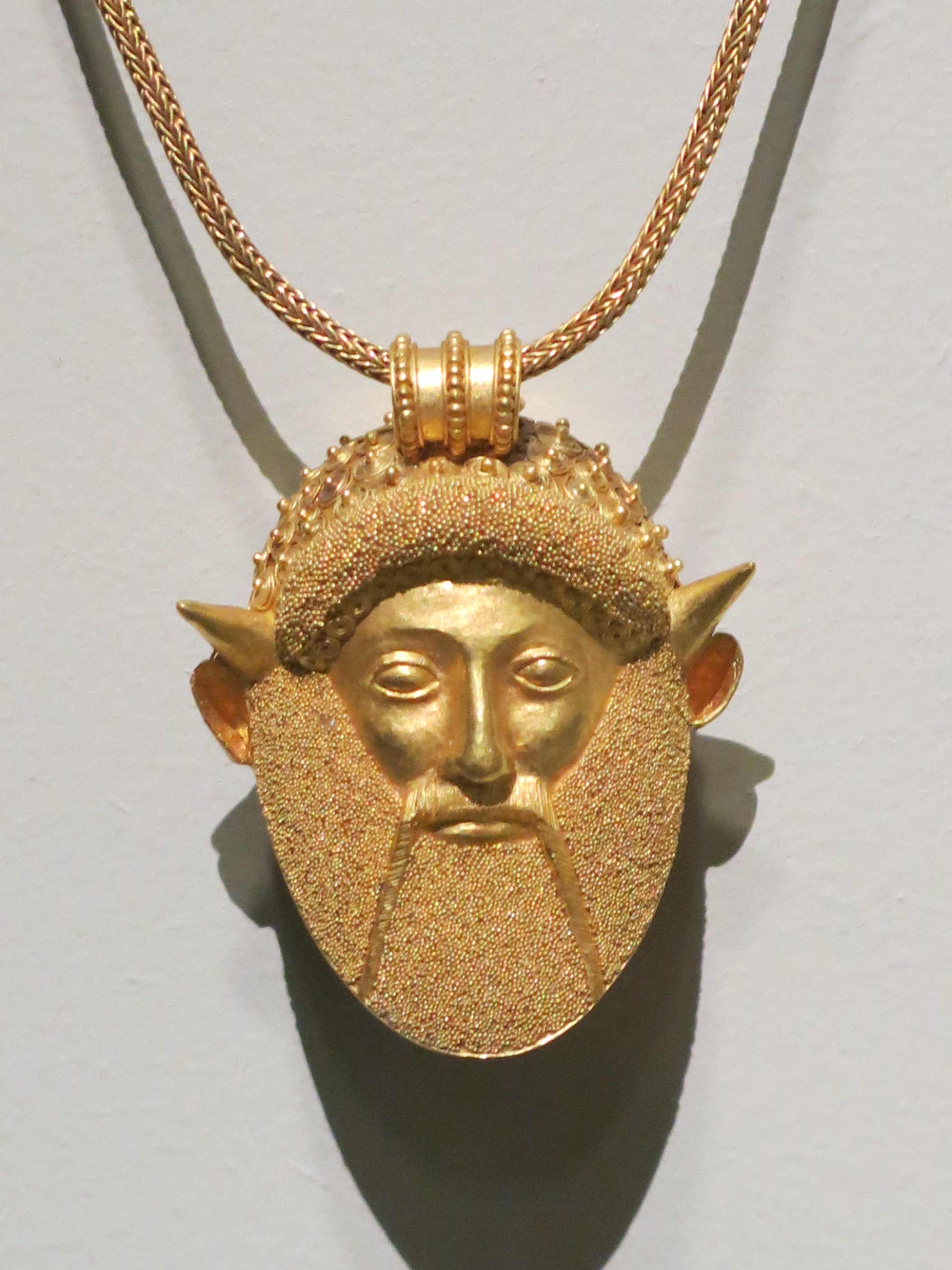
Колье (копия 1858-1859 гг.). Золото. Коллекция Кастеллани
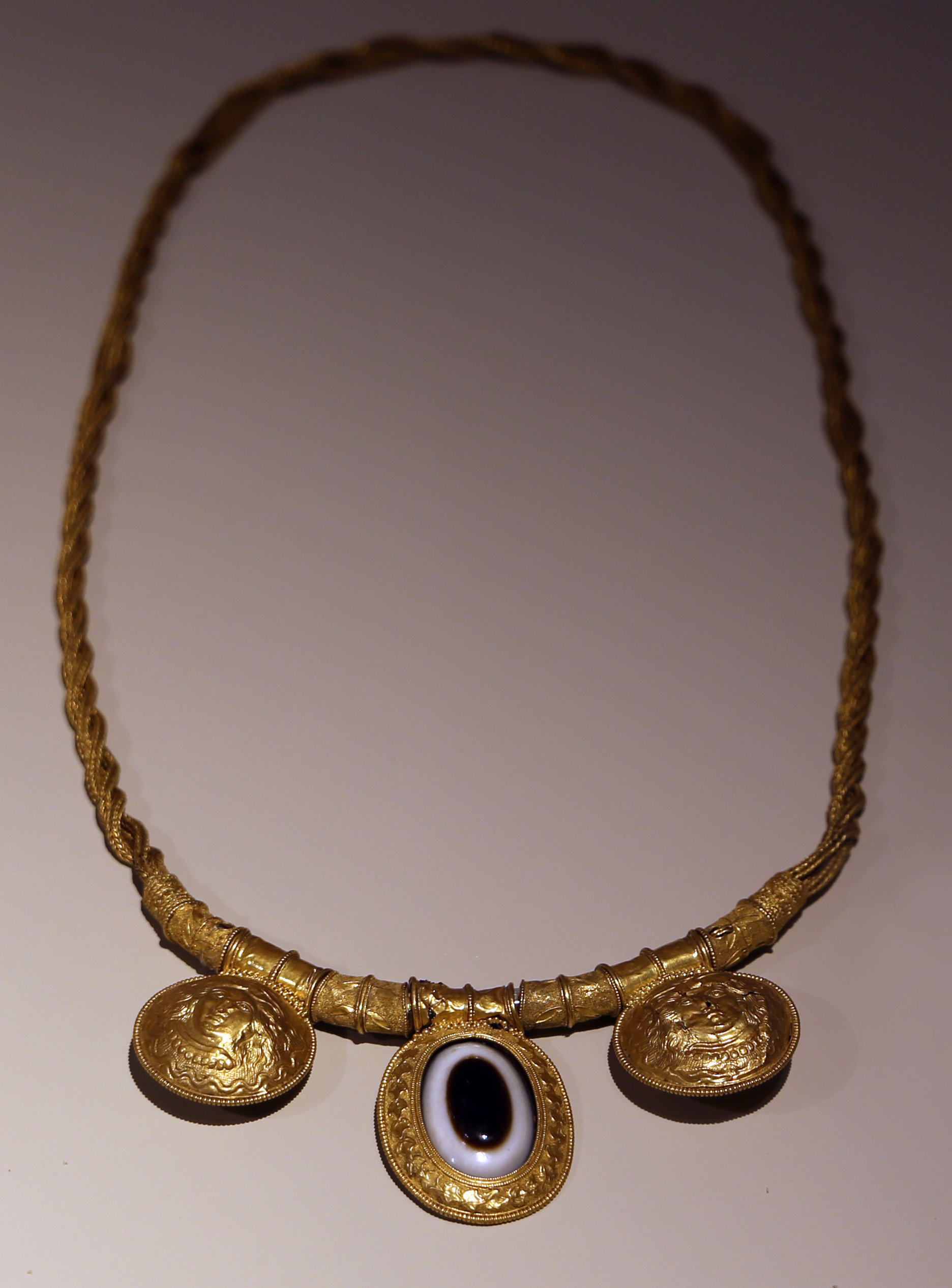
Коллана из Тоди. 310-290 гг. до н. э.
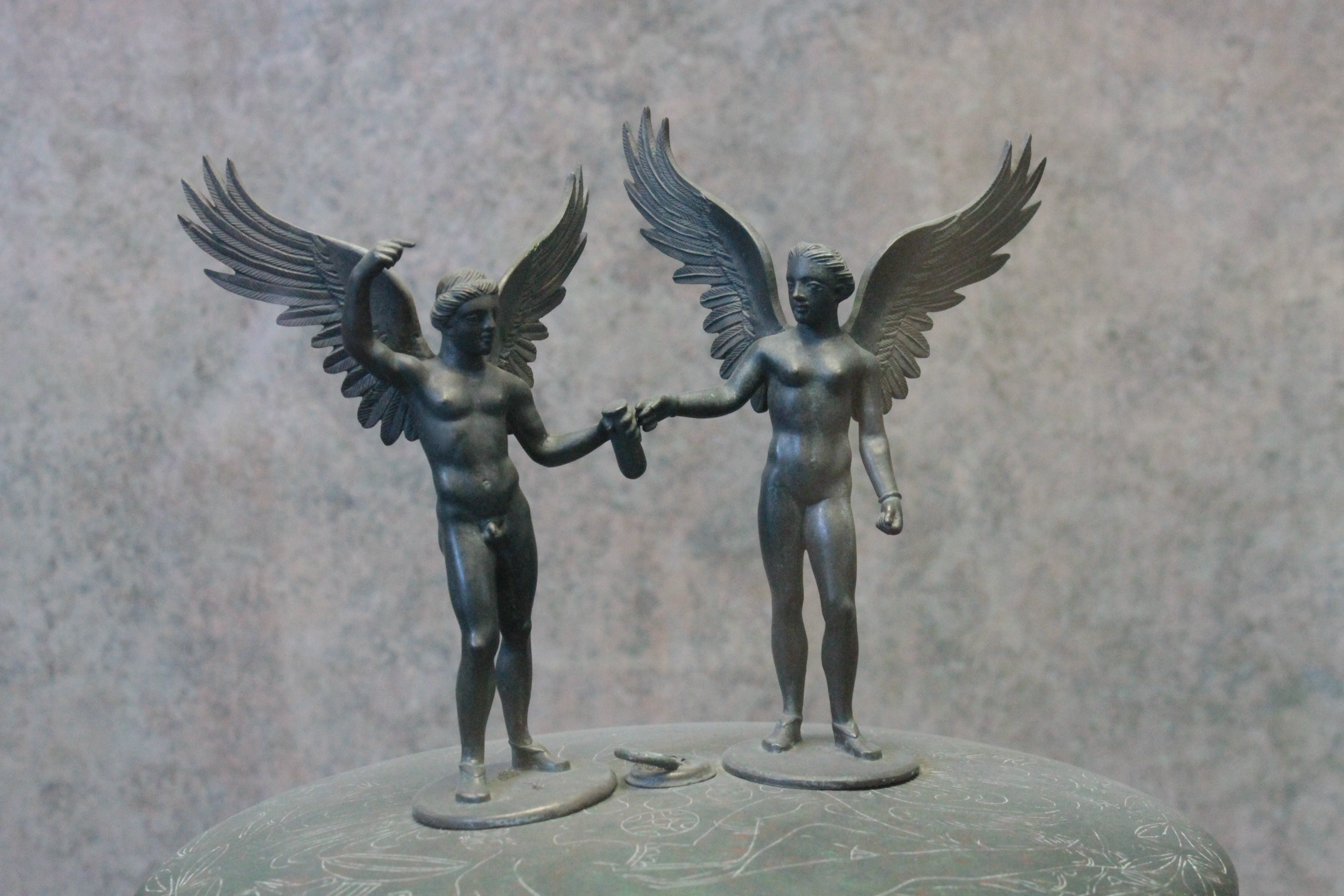
Крылатые боги. Фигурная ручка цисты (урны, сосуда). Бронза. Вилла Понятовского
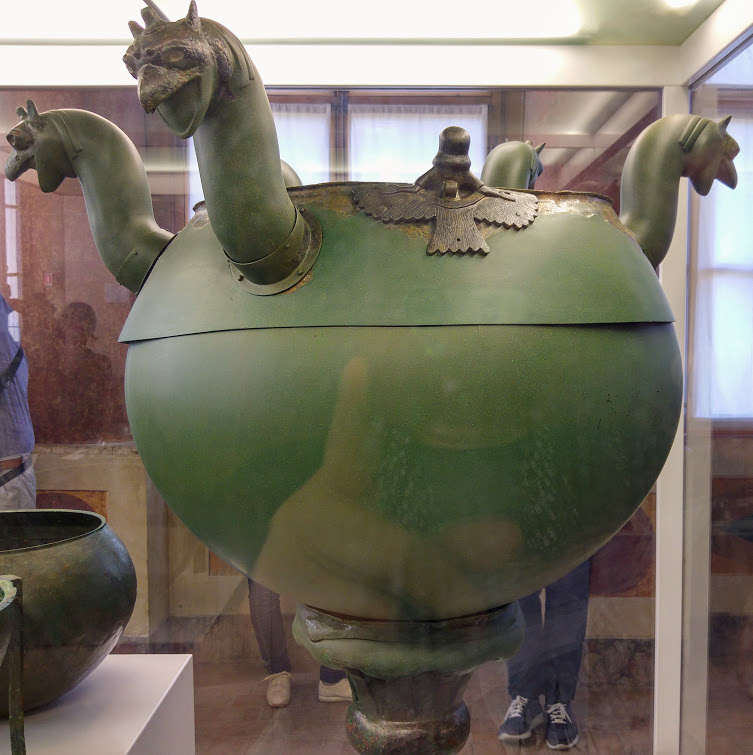
Холмос (котёл). Вилла Понятовского
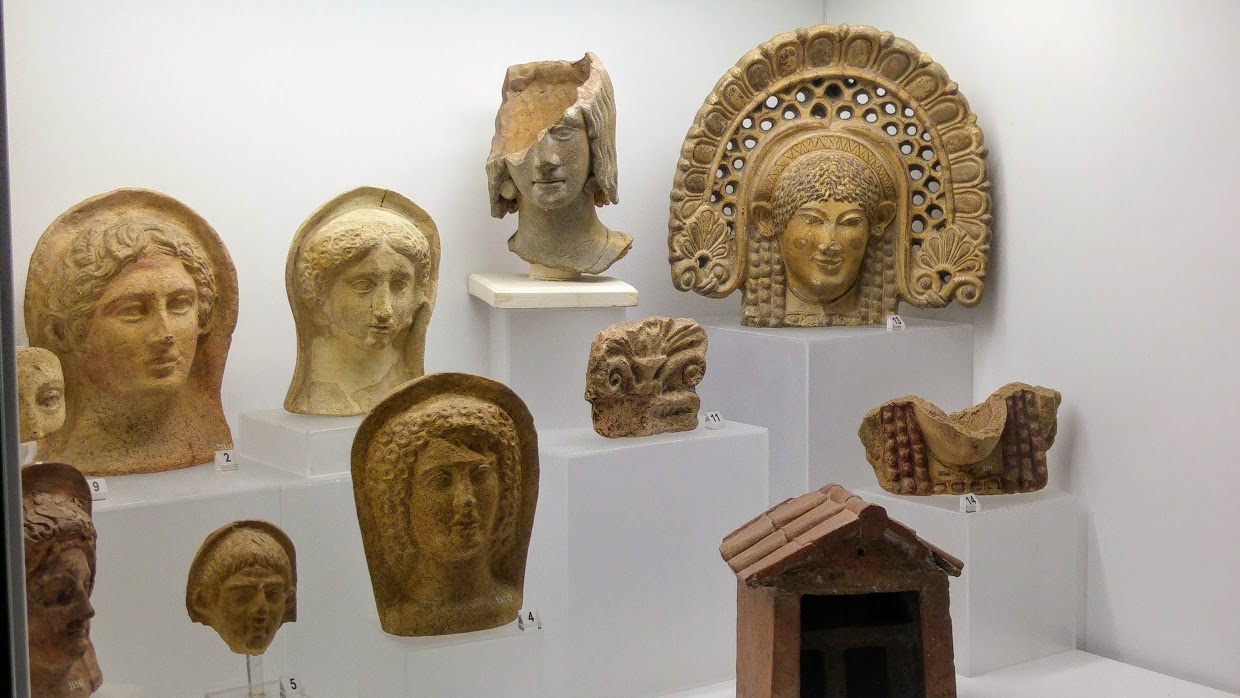
Этрусские антефиксы. Вилла Понятовского
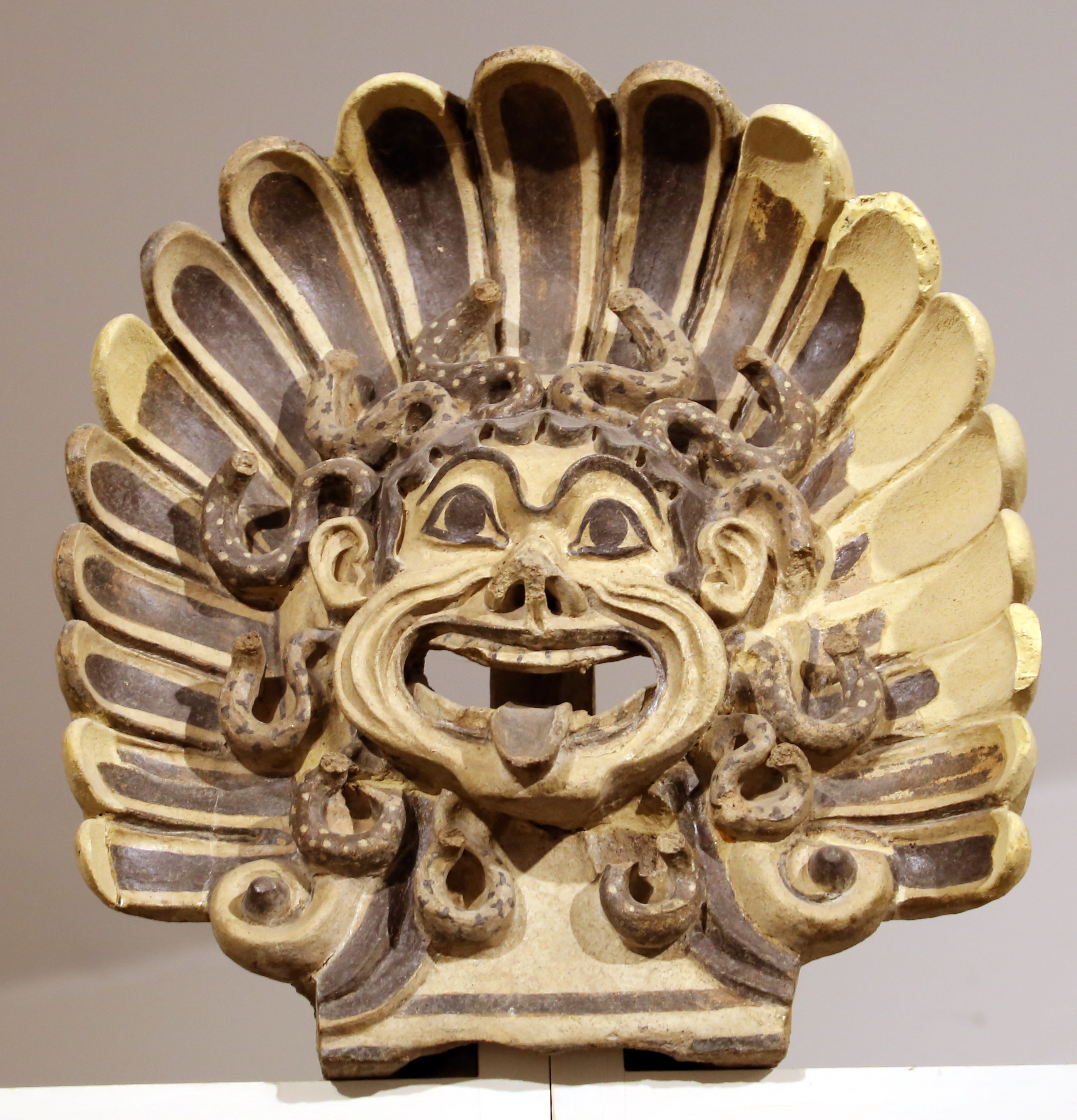
Антефикс с головой Горгоны. 510 г. до н. э.
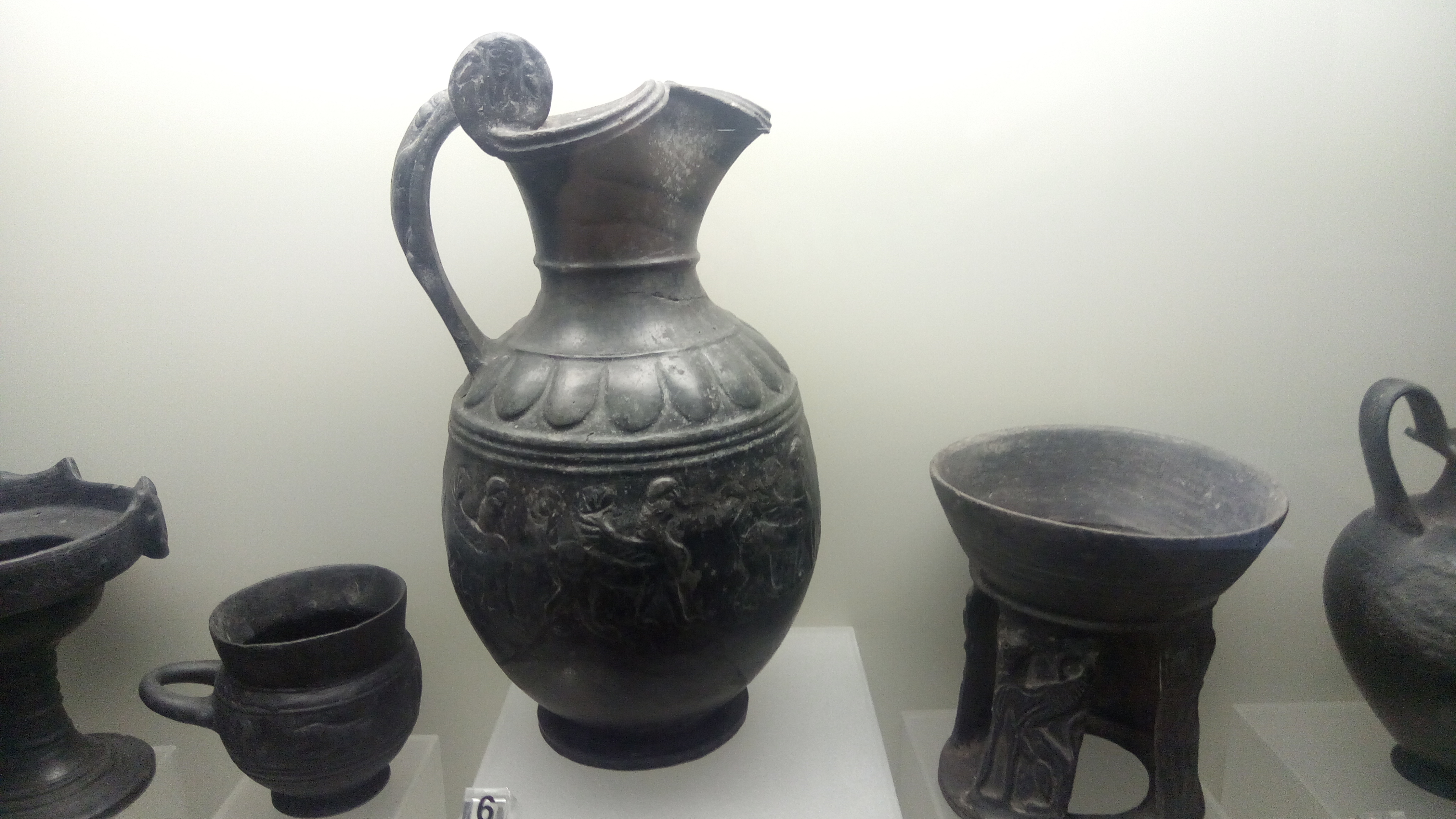
Керамика буккеро
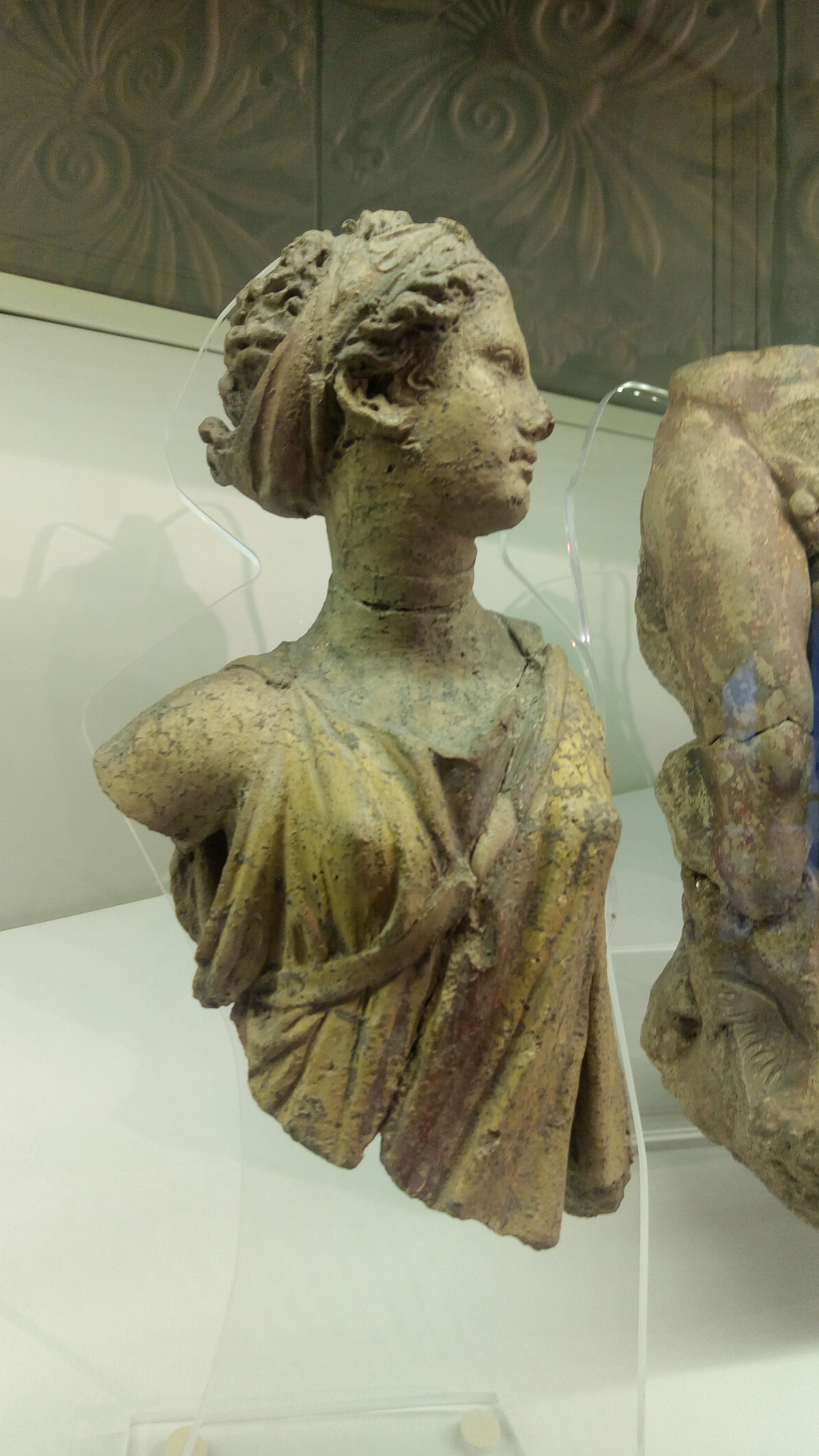
Фрагмент скульптуры
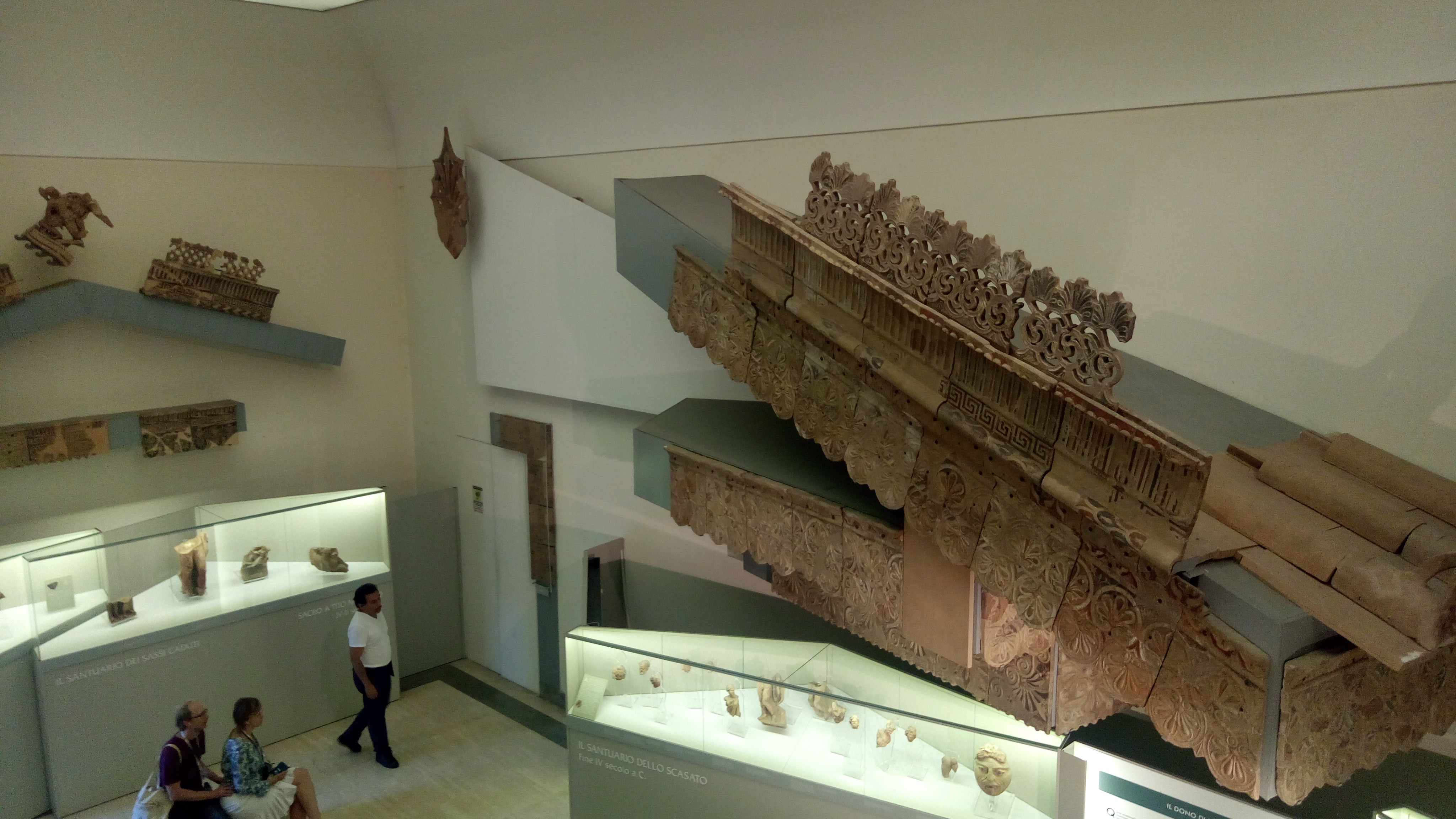
Архитектурные детали из терракоты
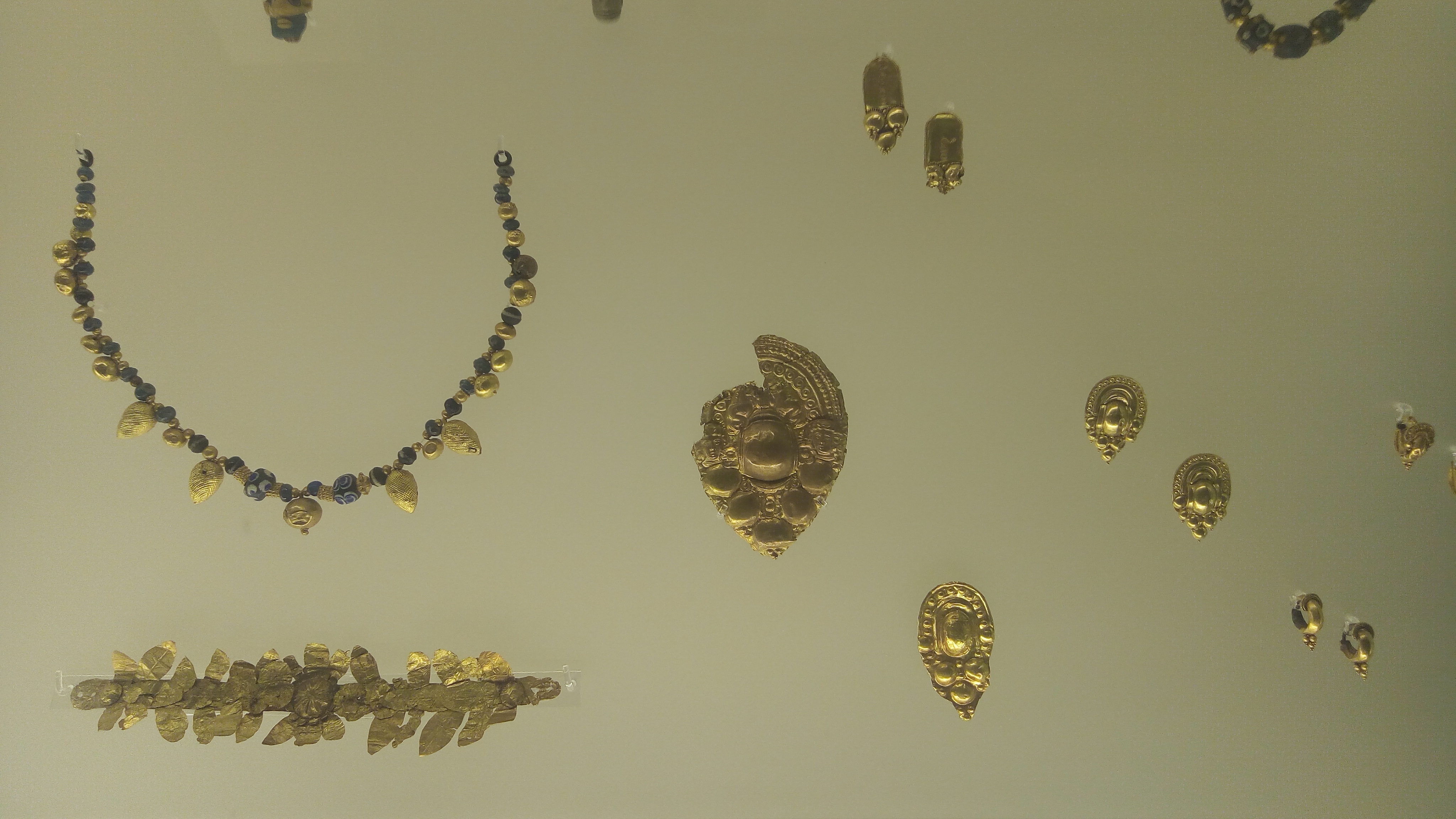
Ювелирные изделия. Золото